# 圖博雷斯市

圖博雷斯市（西班牙語：Municipio Tubores），是委內瑞拉的一個市，位於該國北部新埃斯帕塔州，首府設於蓬塔德彼德拉斯，始建於1676年6月27日，面積179.9平方公里，2011年人口39,079，人口密度每平方公里217.22人。